# Гашева Руфіна Сергіївна
Руфі́на Сергі́ївна Га́шева (нар. 14 жовтня 1921 — 1 травня 2012) — радянська військова льотчиця, учасник Другої світової війни. Штурман ескадрильї 46-го гвардійського нічного бомбардувального авіаційного полку, гвардії старший лейтенант. Герой Радянського Союзу (1945).

## Життєпис
Народилася 14 жовтня 1921 року в селі Верхньочусовські Городки Пермського повіту Пермської губернії (нині — селище міського типу Чусовського району Пермського краю Росії) в родині вчителя. Росіянка. Закінчила 2 курси механіко-механічного факультету Московського державного університету в 1941 році.
До лав РСЧА призвана за комсомольським набором Московським МВК у жовтні 1941 року. Закінчила курси штурманів при Енгельсській військовій авіаційній школі пілотів у 1942 році. Учасниця німецько-радянської війни з травня 1942 року. Воювала на Південному, Закавказькому, Північно-Кавказькому, 2-у Білоруському фронтах. Пройшла бойовий шлях від стрільця-бомбардира до штурмана ескадрильї 588-го (з лютого 1943 року — 46-го гвардійського) нічного бомбардувального авіаційного полку. Член ВКП(б) з 1944 року.
До грудня 1944 року штурман ескадрильї гвардії старший лейтенант Р. С. Гашева здійснила 823 вдалих нічних бойових вильоти на літакові По-2 з бойовим налетом 1120 годин. За цей період скинула на ворога 123 тони бомбового вантажу, викликала 92 вогнища пожеж, 185 потужних вибухів, знищила 5 артилерійських точок, 1 прожектор, 11 автомашин з боєприпасами, 2 ворожих переправи.
У 1952 році закінчила Військовий інститут іноземних мов. Працювала старшим викладачем англійської мови у Військовій академії бронетанкових військ. З 1956 року майор Р. С. Гашева — в запасі, згодом — у відставці.
Мешкала в Москві. Працювала старшим контрольним редактором у видавництві. Померла 1 травня 2012 року. Похована на Востряковському цвинтарі.

## Нагороди
Указом Президії Верховної Ради СРСР від 23 лютого 1945 року «за зразкове виконання бойових завдань командування на фронті боротьби з німецькими загарбниками та виявлені при цьому відвагу і героїзм», гвардії старшому лейтенантові Гашевій Руфіні Сергіївні присвоєне звання Героя Радянського Союзу з врученням ордена Леніна і медалі «Золота Зірка» (№ 4853).
Також нагороджена двома орденами Червоного Прапора (22.10.1943, 14.12.1944), двома Вітчизняної війни 1-го ступеня (26.03.1944, 11.03.1985), двома Червоної Зірки (30.11.1942, …) і медалями.